# Tratado do Rio de Janeiro (1828)
Tratado do Rio de Janeiro de 1828 foi um acordo bilateral assinado em 27 de agosto de 1828 pelo Império do Brasil e pelas Províncias Unidas do Rio da Prata. Ele estabeleceu a independência da República Oriental do Uruguai. No Brasil o tratado foi ratificado pela Carta de Lei de 30 de agosto de 1828.
O Tratado foi assinado ao fim da Convenção Preliminar de Paz, que tomou lugar no Rio de Janeiro de 11 a 27 de agosto de 1828. Sob a mediação do Reino Unido, para finalizar a Guerra da Cisplatina, Brasil e Argentina aceitaram a criação de um país independente na Província Cisplatina. Também foi acertado que a região das Missões, que havia sido tomada pelas tropas argentinas nesta guerra seria desocupada de tais tropas, reintegrando a Província de São Pedro do Rio Grande do Sul, como o faz hoje. Ao final, foi assinado o Tratado do Rio de Janeiro.
No dia seguinte, em 28 de agosto de 1828, foi assinado o Tratado de Montevidéu. Este foi ratificado em 4 de outubro desse mesmo ano, também entre Brasil e Argentina, que passaram a reconhecer definitivamente a independência do Uruguai.